# 양자 스핀홀 효과
양자 스핀 홀 상태(quantum spin Hall state)는 스핀-궤도 결합을 지닌 2차원 반도체에 특별히 존재하는 것으로 제안된 물질의 상태이다. 물질의 양자 스핀 홀 상태는 정수 양자홀 상태와 유사하지만 큰 자기장을 가하지 않아도 된다는 점에서 차이가 난다. 양자 스핀 홀 상태는 임의의 불연속 대칭(예를 들어서 시반전 또는 반전성) 을 깨지 않는다. 양자 스핀 홀 상태는 최근에 제안되었으며, 수은(II) 텔루륨(HgTe) 반도체내에 실험적으로 입증되었다.
양자 스핀 홀 상태의 존재를 처음으로 제안한 것은 C.L.케인과 E.J.멜레이다. 그들은 정수 양자홀 효과를 보이는 F.D.M.할데인의 그래페네를 위한 초기 모형을 사용하였다. 케인과 멜레의 모형은 두 개의 할데인 모형을 사용한 것으로, 스핀업 전자는 카이랄 정수 양자홀 효과를 보이는 반면, 스핀다운 전자는 반카이랄 정수 양자홀 효과를 보이게 된다. 이 이상적인 모델은 정확히 0인 전하홀 전도도를 지니지만 정확히 {\displaystyle \sigma _{xy}^{spin}=2} ({\displaystyle {\frac {e}{4\pi }}}의 단위)의 스핀홀 전도도를 지닌다. 이와는 별개로, B.A.베르네비크와 S.C.장도 복잡한 변형 구조 내에서 양자 스핀 홀 효과를 제안하였다. 주요한 특징은 스핀-궤도 결합의 존재로, 전자 스핀에 대한 운동량-의존 자기장 결합으로 생각할 수 있다.

## HgTe 양자 우물내의 양자 스핀 홀 효과
그러나 실제 실험은 위에 주어진 이상적인 개념에서 동떨어져 있는데 실제로는 스핀업과 스핀다운 전자가 결합되지 않았다. 매우 중요한 성과는 양자 스핀 홀 상태가 스핀 업, 스핀 다운 산란의 도입에 견고한 실현이었다.
별도의 논문에서 케인과 멜레는 위상기하 Z2 불변을 도입하였는데 그들은 상대를 양자 스핀홀 효과를 보이는지 보이지 않는지로 구분하였다.
양자 스핀 홀 상태에 전도가 발생하는 주변 액체의 추가 안전성 연구는 분석적으로 또 수치적으로 상태가 두 상호 작용은 스핀 업과 스핀 다운을 혼합한 추가의 스핀-궤도 결합 항으로 견고하다는 것을 증명한다.
그래페네는 극도로 약한 스핀-궤도 결합을 지니므로 그것은 오늘날의 기술로 달성가능한 온도에서 양자 스핀 홀 상태의 존재를 위해 제안된 매우 현실적인 이론적 제안이 BHZ(베르네비히, 휴즈와 장)에 의해 얇은 (5~7 nm)의 HgTe 박막이 CdTe 박막사이에 끼어있는 카드뮴 텔루라이드/수은 텔루라이드/카드뮴 텔루라이드(CdTe/HgTe/CdTe) 3층 구조 내에 전향적으로 놓였다. 변하는 HgTe 두께의 다른 양자 우물이 만들어질 수 있다.
CdTe 박막 사이에 있는 HgTe 박막이 얇을 때 시스템은 보통의 절연체와 같이 거종하고 페르미 레벨이 밴드 갭내에 위치할 때에는 도전하지 않는다. HgTe 의 뒤집힌 밴드 구조 때문에 BHZ는 약간의 인계의 HgTe 두께에서 립시츠 천이가 발생하는데 그 전이에서 시스템은 벌크 밴드 갭을 닫아서 반금속이 되고 그 후 그것을 다시 열어서 양자 스핀 홀 절연체가 된다는 것을 예견하였다.
갭 닫기와 다시 열기의 과정에서 두 에지 상태는 벌크에서 벌크 갭을 지나서 가져온 것이다. 그와 같이 페르미 준위가 벌크 갭에 위치할 때 전도는 갭을 통과하는 에지 채널에 의해 전도가 지배적이다.
두 종단 전도는 양자 내에 있고 양자 스핀홀 상태에서 종단 전도는 Gxx = 2e2/h이며 보통의 절연 상태에서는 0이다. 전도가 에지 채널에 의해 지배되므로 전도도의 값은 샘플의 폭에 민감하지 않다. 자기장은 시반전 불변을 위반하여 양자 스핀 홀을 파괴한다.
그리고 주변부에서 스핀 업과 스핀 다운 전자 산란 과정을 허여한다. 이들 모든 예견은 독일 위르쯔부르크 대학의 몰렌캄프 랩에서 수행된 아름다운 실험에서 검증되었다.

## 같이 보기
- 스핀 홀 효과
- 양자 홀 효과

## 참고 문헌
1. ↑  B.A. Bernevig, T.L. Hughes and S.C. Zhang, Science 314, 1757 (2006).
2. ↑  Markus König, Steffen Wiedmann, Christoph Brüne, Andreas Roth, Hartmut Buhmann, Laurens W. Molenkamp, Xiao-Liang Qi, and Shou-Cheng Zhang, Published online September 20 2007; 10.1126/science.1148047 (Science Express Research Articles)
3. ↑  B.A. Bernevig and S.C. Zhang, Physical Review Letters 96, 106802 (2006)